# Delta Draconis
Désignations
Delta Draconis (δ Dra / δ Draconis) est une étoile géante jaune de la constellation du Dragon. Elle porte également les noms traditionnels Altais et Nodus Secundus. Sa magnitude apparente est de +3,07.
Le nom propre Altais a été officialisé par l'Union astronomique internationale en date du 21 août 2016.
Delta Draconis est une étoile géante jaune de type spectral G9III. D'après la mesure de sa parallaxe annuelle par le satellite Hipparcos, elle est située à ∼ 97,4 a.l. (∼ 29,9 pc) du Soleil. Elle s'en éloigne à une vitesse radiale de +24,8 km/s.